# Estação Jean-Drapeau
A Estação Jean-Drapeau é uma das estações do Metrô de Montreal, situada em Montreal, entre a Estação Berri-UQAM e a Estação Longueuil–Université-de-Sherbrooke. Faz parte da Linha Amarela.
Foi inaugurada em 28 de abril de 1967. Localiza-se na Ilha Sainte-Hélène. Atende o distrito de Ville-Marie.